# Западный хинди
Западный хинди — диалектный кластер хинди, развившийся из западного апабхранша (на основе пракрита шаурасени). Согласно Дж. Грирсону он включает такие идиомы как хариани или бангару (распространён в Хариане и некоторых районах Национального столичного округа Дели), брадж (распространён на западе штата Уттар-Прадеш и приграничных районах Раджастхана и Харианы), бундели (распространён в западной части центра штата Мадхья-Прадеш), канауджи (распространён в западной части центра штата Уттар-Прадеш) и хиндустани или каурави (распространён к северу и северо-востоку от Дели). Последний послужил основой для стандартного хинди и урду.